# Dobos Judit
Dobos Judit (Miskolc, 1970. április 19. –) magyar színésznő.

## Életpályája
1989-2002 között a Veszprémi Petőfi Színház, 2002-2004 között a debreceni Csokonai Nemzeti Színház, 2004-2006 között a budapesti Vidám Színpad tagja volt. 2006 óta szabadúszó, a Madách Színház és Karaván Színház bemutatóiban játszik.

## Fontosabb színházi szerepei
- H.P. Biggest: Dollármama – Dollármama
- Feydeu: Zsákbamacska – Amondine
- Brecht: Koldusopera – Peackokné
- Molière: Az úrhatnám polgár – Jourdenné
- Shakespeare: Rómeó és Júlia – Dajka
- Triana: Gyilkosok éjszakája – Cuca
- O´ Neill: Boldogtalan hold – Josie
- Thúróczy Katalin: Macskalépcső – Zsóka
- Polanski: Vámpírok bálja – Rebecca
- Vajda-Fábry-Valló: Anconai szerelmesek- Agnese
- Neil Simon: A Napsugár fiúk – Ápolónő
- Bolba-Galambos-Szente: Csoportterápia – Trixi
- Vizy-Tóth: Én, József Attila – Vágó Józsefné
- Disney-Cameron Mackintosh: Mary Poppins – Brill néni
- Galambos – Orosz –  Szente – Szirtes: Poligamy – Takarítónő
- Meseautó – Kerekes Anna, titkárnő
- Steinkeller-Slater-Menkenː Apácashow – Mary Teresa nővér
- Szente: Legénybúcsú – Rendőrnő
- Cooney-Chapman: Ne most, drágám! – Mrs. Frenchman
- Szente-Bolba-Galambos: Liliomfi – Camilla kisasszony
- Lázár Ervin : Négyszögletű kerekerdő -Szörnyeteg Lajos
- Urbán Gyula : Minden egér…- Lidi mama
- TV , MOZI FILM
- Alatistre kapitány 2006…Aya de Angheica
- The Munsters 2022… Lady Fingers

## Film- és sorozatszerepei
- Drága örökösök – A visszatérés (2024) ...Orsolya
- Keresztanyu (2021) ...Hoffmann Helén
- Gondolj rám (2016) ...Főnővér
- Majdnem szűz (2008) ...Zsófi, prostituált
- Tűzvonalban (2007) ...Joli
- Megy a gőzös (2006) ...Szomszédasszony
- Egy rém rendes család Budapesten (2006) ...Ancsa
- Fekete kefe (2005) ...Tüzépes
- Rap, Revü, Rómeó (2003) ...Kalányos Jolán
- Patika (1995) ...Titkárnő

## Rendezései
- Anconai szerelmesek : FMK / Kalocsai Színház/ Csiky Gergely Színház Kaposvár
- Furcsa pár : Kalocsai Színház.
- Szente- Galambos-Bolba: Csoportterápia / Marosvásárhelyi nyári színház